# Henry Campotosto
Henry Campotosto, né à Bruxelles le 14 novembre 1833 et mort à Londres le 19 décembre 1910, est un peintre et un graveur belge. 
Son champ pictural couvre les scènes de genre, les portraits, et les paysages.

## Biographie

### Entourage familial
Henry Campotosto, né à Bruxelles le 14 novembre 1833, est le fils de Dominique Campotosto (1786-1856), natif de Ariccia, commune de la ville métropolitaine de Rome Capitale, marchand rue Ducale, no 1, et de Catherine Thoelen (1798-1889), native de Herck-Saint-Lambert, femme de chambre, puis marchande, mariés à Bruxelles le 23 avril 1822. Henry Campotosto a un frère aîné, Libert Jean Campotosto, horloger et bijoutier réputé, à partir de 1856, à la rue au Beurre, puis à la rue Grétry, à Bruxelles, jusqu'en 1894,. Sa sœur Octavie Campotosto (née à Bruxelles le 7 novembre 1842, et morte à Londres avant 1910) devient également peintre.

### Formation
Henry Joseph Campotosto étudie la gravure auprès de Luigi Calamatta, puis la peinture à l'Académie royale des beaux-arts de Bruxelles, où il est l'élève de Eugène Verboeckhoven et de François-Joseph Navez. En classe supérieure, en septembre 1851, il participe au concours de l'Académie de Bruxelles et reçoit le premier prix de dessin d'après la bosse en figure antique. En septembre 1852, il obtient le premier prix avec grande distinction de dessin d'après nature. En 1855, il obtient le second prix au Prix de Rome belge en gravure. Sa première exposition officielle a lieu au Salon de Bruxelles de 1854. En 1861, il expose pour la première fois au Salon de Paris.

### Carrière

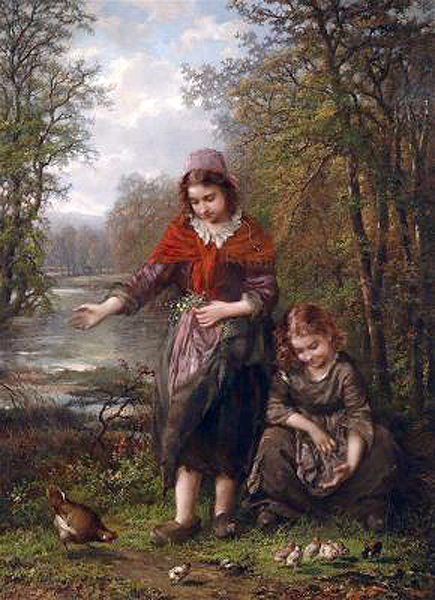
Fillettes nourrissant les poules, collaboration co-signée d'Henry Campotosto et Eugène Verboeckhoven.

Henry Campotosto se voit obligé, en raison d'une pathologie oculaire, de renoncer à la gravure et d'abandonner le burin au profit du pinceau. Dans les années 1860, il réalise plusieurs tableaux idylliques sur le thème rural en collaboration avec Eugène Verboeckhoven qui illustre les différents animaux. Il travaille comme peintre de genre indépendant à Bruxelles jusqu'en 1870. Il participe à l'Exposition universelle de Paris en 1867. Il peint quelques tableaux avec Eugène Verboeckhoven, tel : Filles visitant des poussins.
En 1871, il s'installe à Londres avec sa sœur Octavie, où ils dirigent un atelier de peinture, d'abord dans leur propre demeure à Kensington Square, puis en 1892 à Rabbit's Heath. Il demeure durant le reste de sa vie dans la capitale britannique, où sa sœur et lui mènent une vie quelque peu « bohémienne ». Après son départ outre-Manche, la valeur de ses œuvres augmente en Belgique. En 1874, il peint un Portrait du Prince impérial en uniforme des cadets de l'école de Woolwich. Lorsqu'il réalise, en 1875, un Portrait du pape Pie IX, le tableau est présenté au palais des Académies à Bruxelles, et vaut à son auteur de recevoir du souverain pontife l'ordre de Saint-Sylvestre. Il expose ses œuvres à la Royal Academy Exhibition jusqu'en 1874 et à la Suffolk Street Gallery à partir de 1878.
Il participe à Exposition universelle de Paris de 1878, et, en 1880 à l'exposition de l'Académie des arts de Berlin. Ses œuvres sont également présentes aux Salons de Paris jusqu'en 1881. À partir de 1887, sa gravure L'Agneau mort, d'après son tableau réalisé en 1871 et acquis par le roi Léopold II, est largement diffusée en Europe.
Henry Campotosto meurt le 19 décembre 1910 à Rabies Heath, Redhill, Londres. Sa sœur Octavie étant défunte, il lègue sa propriété et sa fortune estimées à 2 400 £, par un testament rédigé sept jours avant sa mort, à son serviteur Michael William Turk. Deux nièces d'Henry Campotosto intentent un procès afin d'invalider le testament qui est finalement reconnu légal en mars 1912.

## Œuvres

### Caractéristiques
Son champ pictural couvre les scènes de genre, les portraits, et les paysages.

### Expositions
- Salon de Bruxelles de 1854 : Le Christ des affligés, gravure d'après une peinture murale de Jean-Baptiste Van Eycken[8].
- Salon de Bruxelles de 1857 : La Poésie des champs[16].
- Exposition des beaux-arts de Rotterdam de 1858[17].
- Salon de Bruxelles de 1860 : Le Nid de fauvette, Le Soin de l'aînée et Le Sommeil[18].
- Salon de Paris de 1861 : Enfants de pêcheurs, L'heureux âge et Un petit coin où l'on pleure[9].
- Salon d'Anvers de 1861 : Un coin heureux sur terre et Le Nid de fauvette[19].
- Salon de Paris de 1862 : Les Caresses d'un enfant[20].
- Salon de Bruxelles de 1863 : Douleur partagée, Douce expansion et Fleurs printanières[21].
- Salon d'Anvers de 1864 : Les Caresses d'un enfant[22].
- Salon de Paris de 1865 : Le Nid de fauvettes et Une douleur partagée[23].
- Salon de Paris de 1866 : Le Sommeil[24].
- Salon de Bruxelles de 1866 : Le Rouet oublié, Résignation : grisaille, Les Premières impatiences : grisaille et Les Soins de l'aînée (dessin)[25].
- Salon de Paris de 1867 : La Cruche cassée et Un matin de printemps[26].
- Exposition universelle de 1867 à Paris.
- Salon de Paris de 1868 : Enfant endormi[27].
- Exposition internationale de Londres de 1871 : L'Agneau mort, en possession de Léopold II roi des Belges[28].
- Salon de Paris de 1874 : La Famille du pêcheur, un jour d'orage[29].
- Exposition universelle de Paris de 1878 : L'Automne dans les Ardennes[15].
- Salon de Paris de 1878 : Ah ! Qu'il est bon de boire quand on a soif[30].
- Salon des artistes français de 1880 : Scène de la vie des champs[31].
- Exposition de l'Académie des arts de Berlin de 1880 : Scène de la vie campagnarde[12].
- Salon des artistes français de 1881 : La Moisson[32].
- Salon de Bruxelles de 1897 : L'Automne dans les Ardennes et Le Bambin[33].

## Galerie

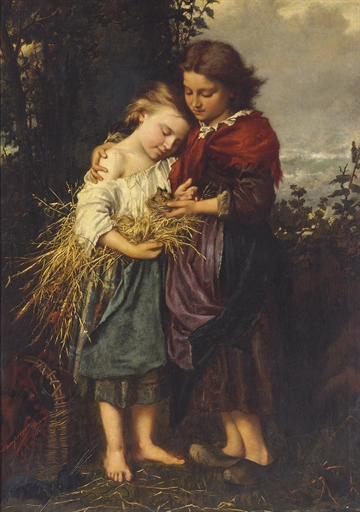
Le Nid d'oiseaux (1860).
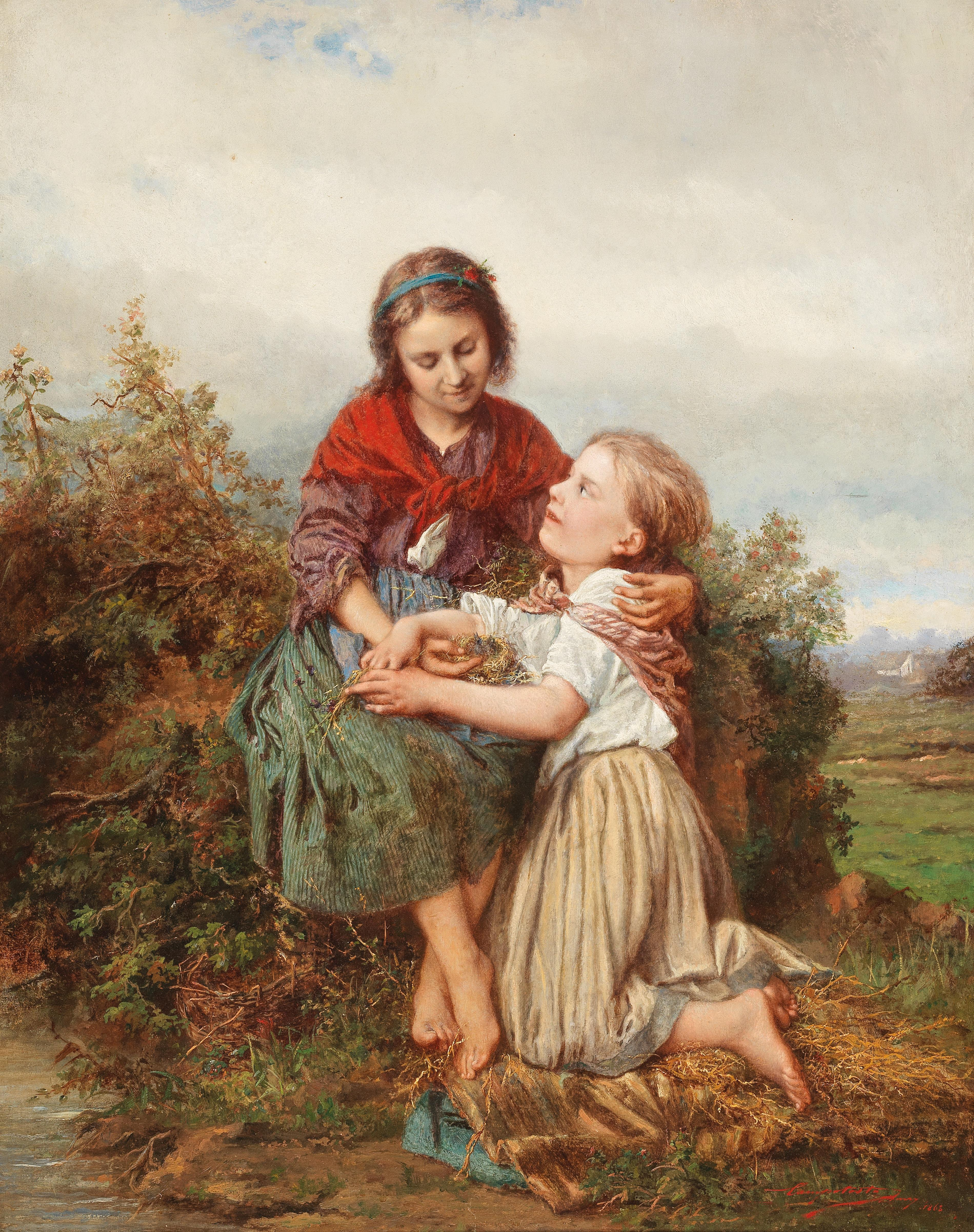
Les Sœurs au nid d'oiseau (1863).
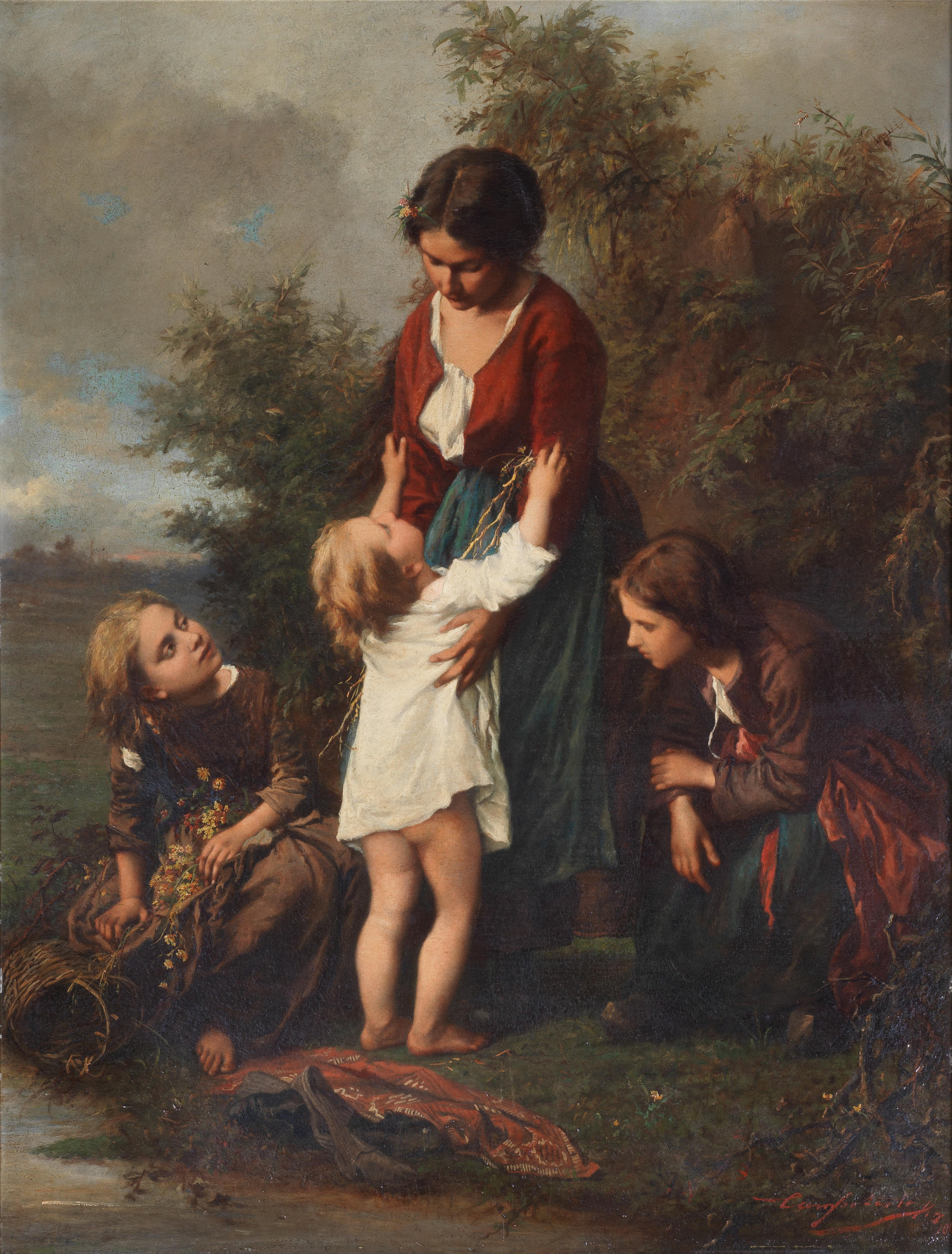
Cueilleurs de fleurs (1863).
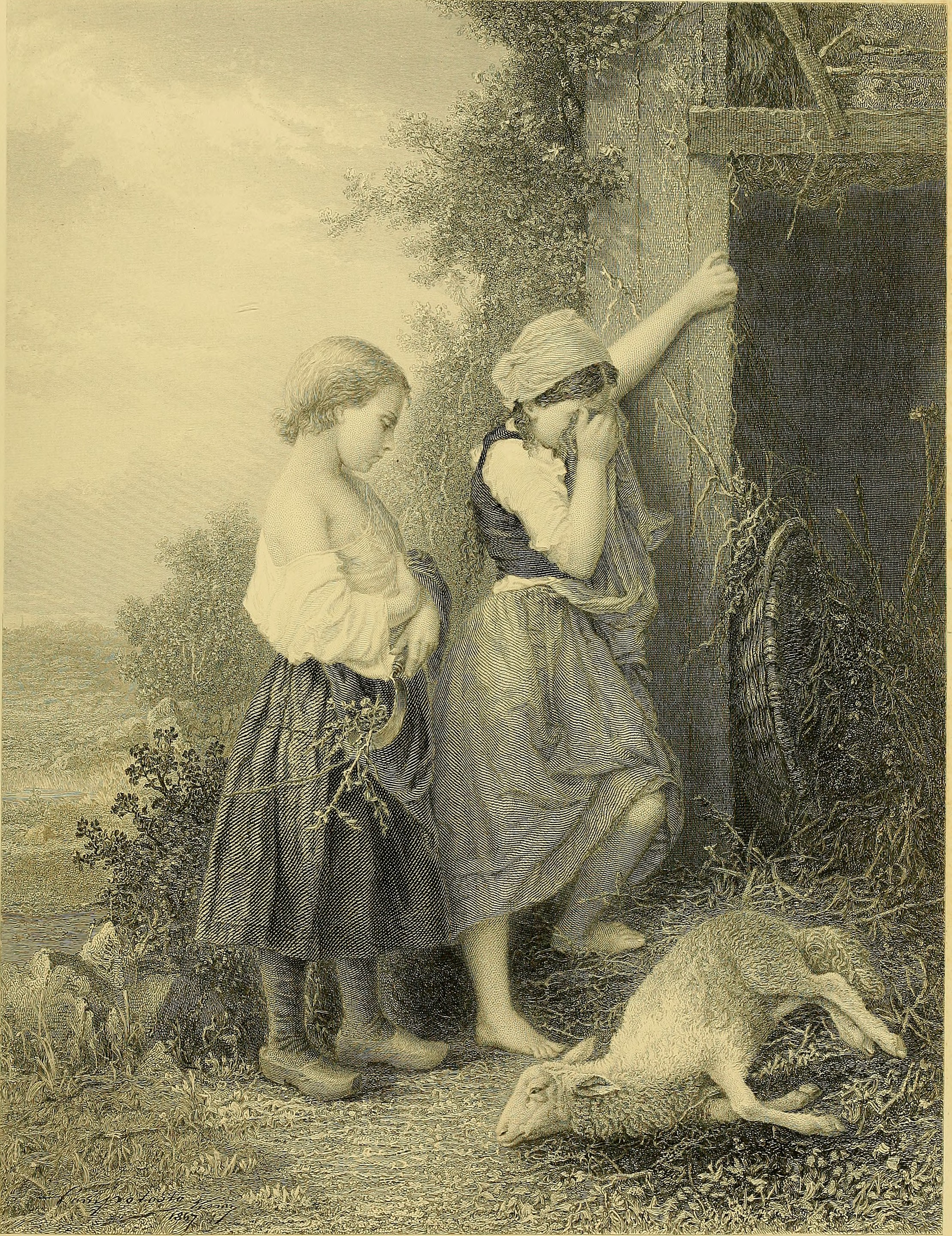
L'Agneau mort, gravure, (1888).

## Honneur
Chevalier de l'ordre de l'ordre de Saint-Sylvestre (1875).